# Ariane Friedrich
Ariane Friedrich (Nordhausen, 10. siječnja 1984.) je njemačka skakašica u vis.
Pobijedila na Europskom juniorskom prvenstvu 2003. godine, osvojila brončanu medalju na Ljetnoj univerzijadi 2005., srebrnu na Ljetnoj univerzijadi 2003. i zlato na Ljetnoj univerzijadi 2009. godine. 
Na OI 2008. u Pekingu bila je među favoritkinjama za osvajanje medalje. Nakon iz prvog pokušaja preskočenih 185, 193 i 196 cm, letvicu je tri puta rušila na visini od 199 cm, što je na kraju rezultiralo 7. mjestom u ukupnom poretku. 
Na Svjetskom prvenstvu 2009. bila je najjača protivnica našoj Blanki Vlašić jer ju je već uspjela pobijediti tijekom sezone, a dva mjeseca prije prvenstva uspjela je prekočiti 206 cm čime je oborila 18 godina star njemački rekord od Heike Henkel. Preskočenih 202 cm bilo dovoljno za brončanu medalju. 
Na Europskom prvenstvu 2010. godine u Barceloni osvojila je brončanu medalju.

## Vanjske poveznice
- Službena stranica Ariane Friedrich
- Rezultati na stranicama IAAF-a  Arhivirana inačica izvorne stranice od 13. kolovoza 2009. (Wayback Machine)
- German Athletics Federation